# Seč (Kočevje, Slovenija)
Seč je naselje u slovenskoj Općini Kočevju. Seč se nalazi u pokrajini Dolenjskoj i statističkoj regiji Jugoistočnoj Sloveniji. 

## Stanovništvo
Prema popisu stanovništva iz 2002. godine naselje je imalo 0 stanovnika.